# Oil Kings d'Edmonton (1966-1976)
Pour les articles homonymes, voir Oil Kings d'Edmonton (homonymie).
Les Oil Kings d'Edmonton sont une des franchises de hockey sur glace fondatrices de la Ligue de hockey de l'Ouest en 1966. L'équipe jouait à Edmonton dans l'Alberta.

## Historique
Les Oils Kings datent d'avant la création de la LHOu et ont gagné la Coupe Memorial en 1963 et 1966, ils jouaient alors dans la ligue de hockey de l'Alberta. En 1966, Bill Hunter soucieux d'unifier le hockey du Canada décide de créer une nouvelle ligue en profitant de soucis dans la Ligue de hockey junior de la Saskatchewan.
En 1971 et 1972, l'équipe gagne la Coupe du Président en tant que meilleure équipe de la saison mais en fait, cela sera le dernier titre de l'équipe qui ne peut pas rivaliser avec les Oilers d'Edmonton de l'Association mondiale de hockey.

En 1974, l'équipe déménage à Portland en Oregon pour devenir les Winter Hawks de Portland.
En 1978, les Bombers de Flin Flon emménagent à Edmonton mais il ne resteront qu'une saison.

## Statistiques
| No | Saison    | PJ | V  | D  | N  | BP  | BC  | Pts | Classement      | Séries éliminatoires         |
| -- | --------- | -- | -- | -- | -- | --- | --- | --- | --------------- | ---------------------------- |
| 1  | 1966-1967 | 56 | 34 | 12 | 10 | 281 | 188 | 78  | 1er de la ligue | Défaite en demi-finale       |
| 2  | 1967-1968 | 60 | 38 | 16 | 6  | 303 | 194 | 82  | 3e de la ligue  | Défaite en demi-finale       |
| 3  | 1968-1969 | 60 | 33 | 25 | 2  | 229 | 206 | 68  | 1er Ouest       | Défaite en finale            |
| 4  | 1969-1970 | 60 | 35 | 25 | 0  | 254 | 217 | 70  | 2d Ouest        | Défaite en finale            |
| 5  | 1970-1971 | 66 | 45 | 20 | 1  | 346 | 258 | 91  | 1er Ouest       | Champion de la LHOu          |
| 6  | 1971-1972 | 68 | 44 | 22 | 2  | 320 | 246 | 90  | 2d Ouest        | Champion de la LHOu          |
| 7  | 1972-1973 | 68 | 40 | 20 | 8  | 311 | 240 | 88  | 1er Ouest       | Défaite en demi-finale       |
| 8  | 1973-1974 | 68 | 25 | 36 | 7  | 252 | 301 | 57  | 4e Ouest        | Défaite en quart-de-finale   |
| 9  | 1974-1975 | 70 | 34 | 29 | 7  | 340 | 321 | 75  | 5e Ouest        | Non qualifiés                |
| 10 | 1975-1976 | 72 | 25 | 42 | 5  | 312 | 400 | 55  | 5e Ouest        | Défaite au tour préliminaire |